# España Artística y Monumental
España Artística y Monumental és una obra literària i pictòrica compresa dintre del gènere dels llibres de viatges que va sortir a la llum el 1842 a París, (casa Veith i Hauser). Les litografies van sortir en tres volums amb temes paisatgistes i sobre els monuments més destacats d'Espanya. L'autor del projecte i pintor de les estampes va ser el paisatgista del Romanticisme Jenaro Pérez Villaamil en col·laboració amb Patricio de la Escosura que va ser el responsable del text. El seu mecenes o patrocinador va ser el marquès de Remisa.

## Història

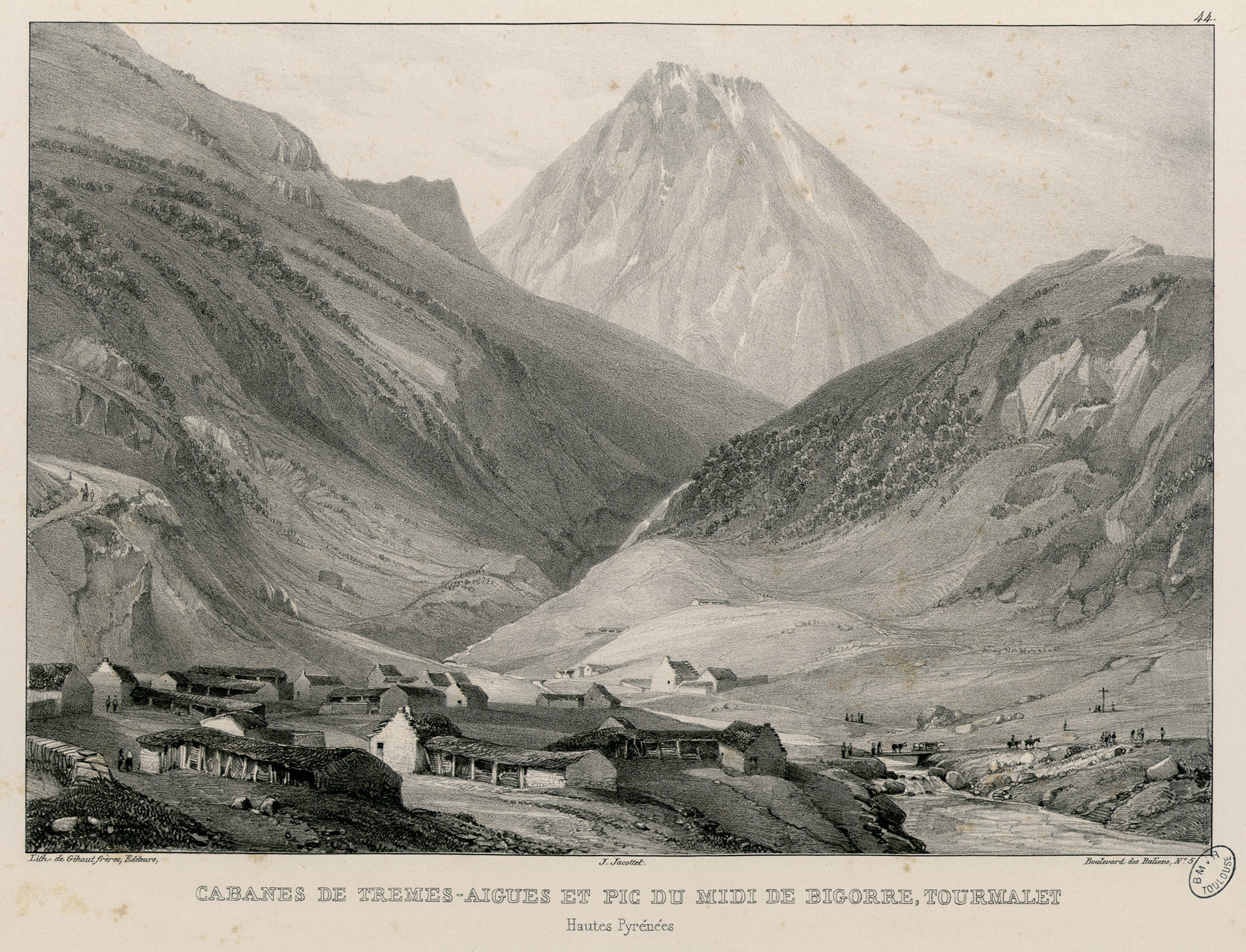
Litografia de Louis-Julien Jacottet (Hautes Pyrénées)

Va ser una obra de col·laboració encara que la responsabilitat i gran part dels dibuixos per a la litografia van anar a càrrec del seu impulsor Pérez Villaamil. A més a més de l'escriptor Patricio de la Escosura van treballar estretament amb ell els autors de quaderns d'estampes de paisatges i monuments, Benoist i Louis-Julien Jacottet (1806-1880).
El moviment romàntic havia posat de moda amb gran èxit els llibres il·lustrats de viatges. España Artística i Monumental va ser una de les obres més belles dintre d'aquest gènere junt amb España pintoresca i artística de Francesc de Paula Van Halen i Recuerdos y bellezas de España de Francisco Javier Parcerisa en col·laboració amb Josep Maria Quadrado Nieto. La major part de les làmines van ser executades per Villaamil, moltes d'elles tretes de la seva pròpia obra pictòrica; en aquests casos en la signatura, al peu, es pot llegir «<G. P. de Villaamil pinxit>». Però van col·laborar a més a més altres artistes com el seu propi germà Juan, Carderera, Valeriano Domínguez Bécquer, Cecilio Pizarro i Crespo.

Una altra part de l'obra es va portar a terme amb dibuixos originals comprats a altres artistes i així consta a cada una de les làmines, llevat d'algun cas en què no se cita el nom de l'autor sinó que es llegeix simplement «G. Pérez de Villaamil ho va dirigir». Això va succeir amb el treball de Valentín Cardedera que en carta dirigida a Villaamil expressa la seva protesta:
| «                           | He vist amb sentiment que entre les últimes estampes de l'Espanya Monumental, que han sortit algunes on els originals de les quals vaig vendre a Vostè, està suprimit el meu nom. El propi succeeix, com ja he dit a Vostè, amb la catedral de Zamora. La Magdalena de Zamora […] En aquestes últimes que han sortit falta el meu nom [...] | » |
| — Valentín Cardedera Solano | |   |

## L'obra i el seu contingut
Tota l'obra té un caire romàntic en la línia d'altres obres europees. Pérez Villaamil va aportar l'estil de les seves pintures amb paisatges urbans, personatges populars, toc costumista, exaltació del medieval dintre del sentiment romàntic. La casa Hauser de París la va editar entre 1842 i 1850. Va sortir a la llum en tres volums on van treballar uns vint-i-tres litògrafs francesos més un d'espanyol. Malgrat la varietat d'autors i litògrafs el conjunt va resultar uniforme gràcies a la bona direcció de Pérez Villaamil i malgrat que els litògrafs es van permetre moltes llicències interpretatives amb els originals, costum molt de moda a l'època.
Conté vistes de Toledo amb 44 làmines; vistes de Burgos amb 19; diversos llocs de Castella, l'Aragó, Andalusia, el País Basc, Navarra i Galícia que només compta amb una làmina. La selecció és arbitrària i no estan representades totes les regions d'Espanya.

Làmines:
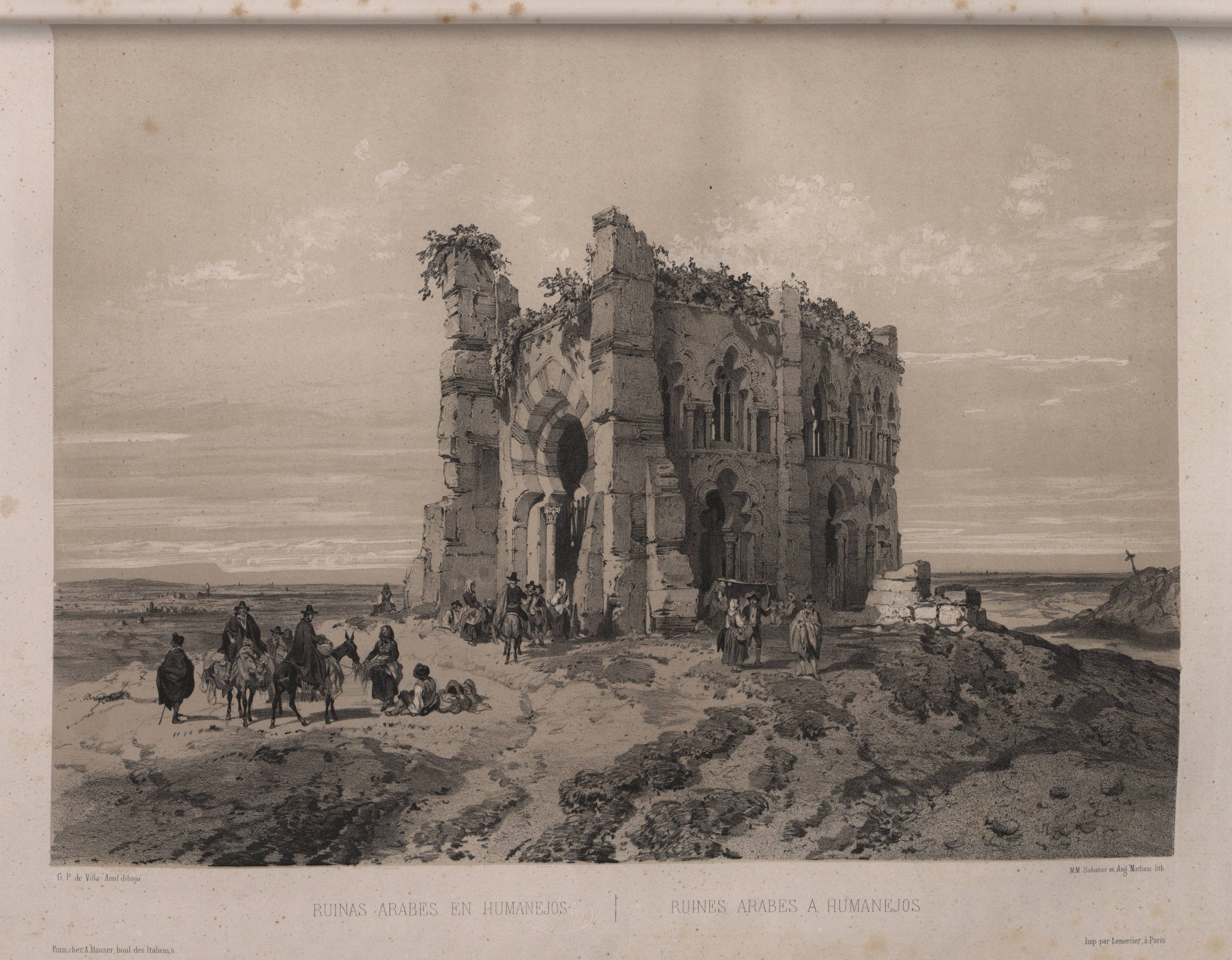
Ruïnes àrabs a Humanejos
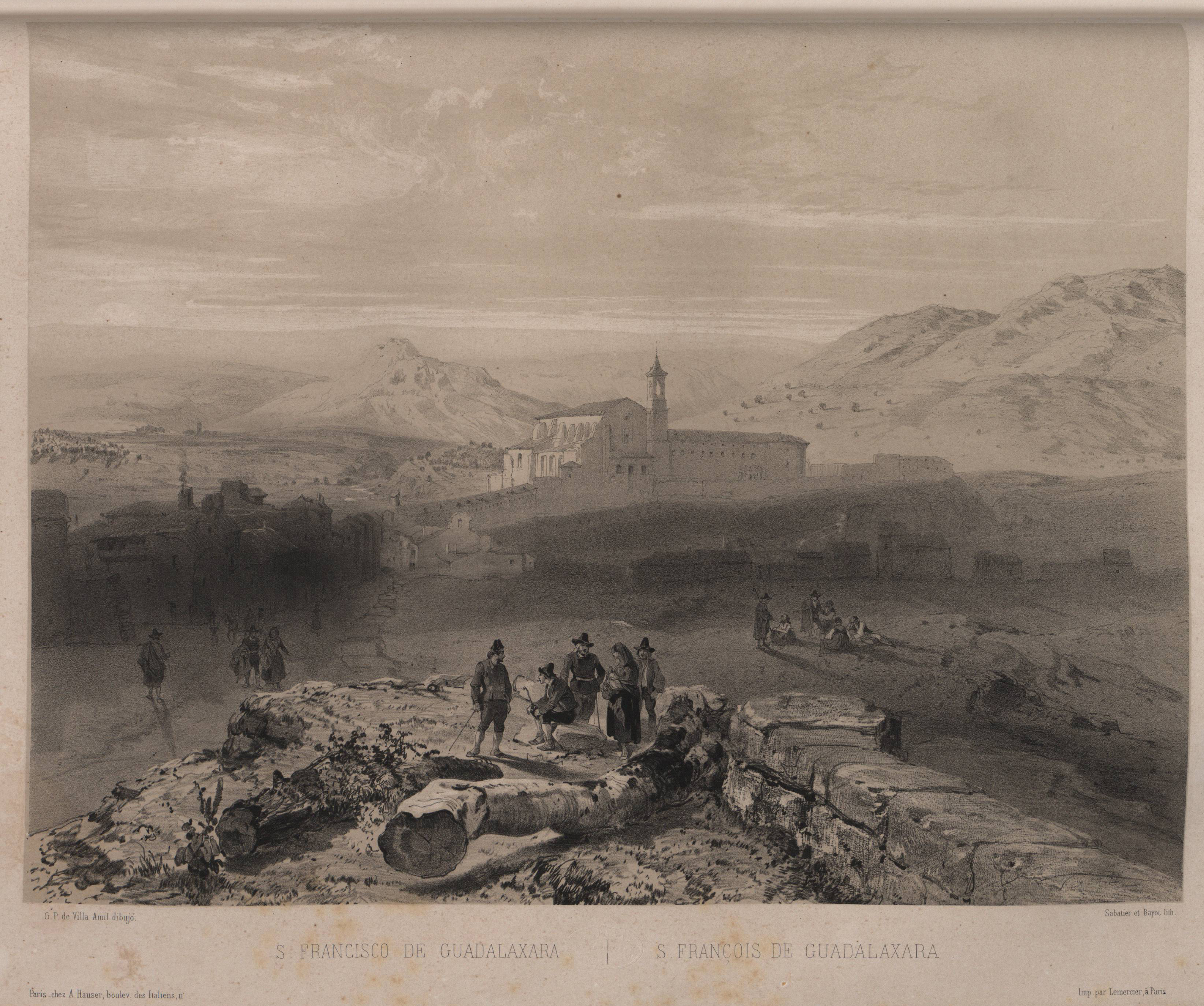
San Francisco de Guadalajara